# Wadi Mujib

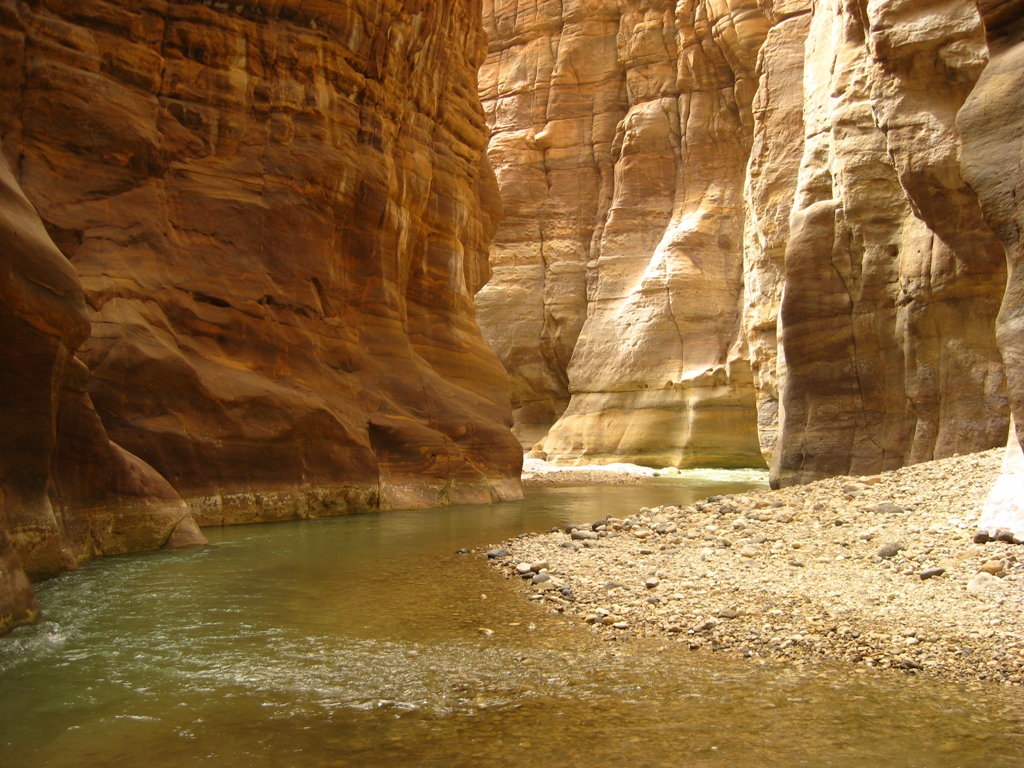
Dentro il canyon

Wadi Mujib, generalmente identificato con il biblico fiume Arnon, è un fiume della Giordania che entra nel Mar Morto a circa 420 metri sotto il livello del mare.

## Geografia
Durante l'ultima era glaciale, il livello dell'acqua del Mar Morto raggiungeva 180 metri sotto il livello del mare, circa 240 metri più in alto rispetto a oggi. Inondò le aree più basse dei canyon lungo le sue rive, che divennero baie e iniziarono ad accumulare sedimenti. Con il mutare delle condizioni climatiche, circa 20.000 anni fa, il livello dell'acqua del lago calò, lasciando i canyon riemergenti bloccati con la marna del lago. La maggior parte dei canyon è riuscita a tagliare le prese e a riprendere i corsi inferiori. Tuttavia, il Wadi Mujib, abbandonò la sua prima uscita rompendo una fessura nell'arenaria. Questa stretta spaccatura divenne il collo di bottiglia di un enorme bacino con un enorme scarico. Nel corso degli anni la fessura è stata percorsa più in profondità e si è formata la gola del Wadi Mujib.

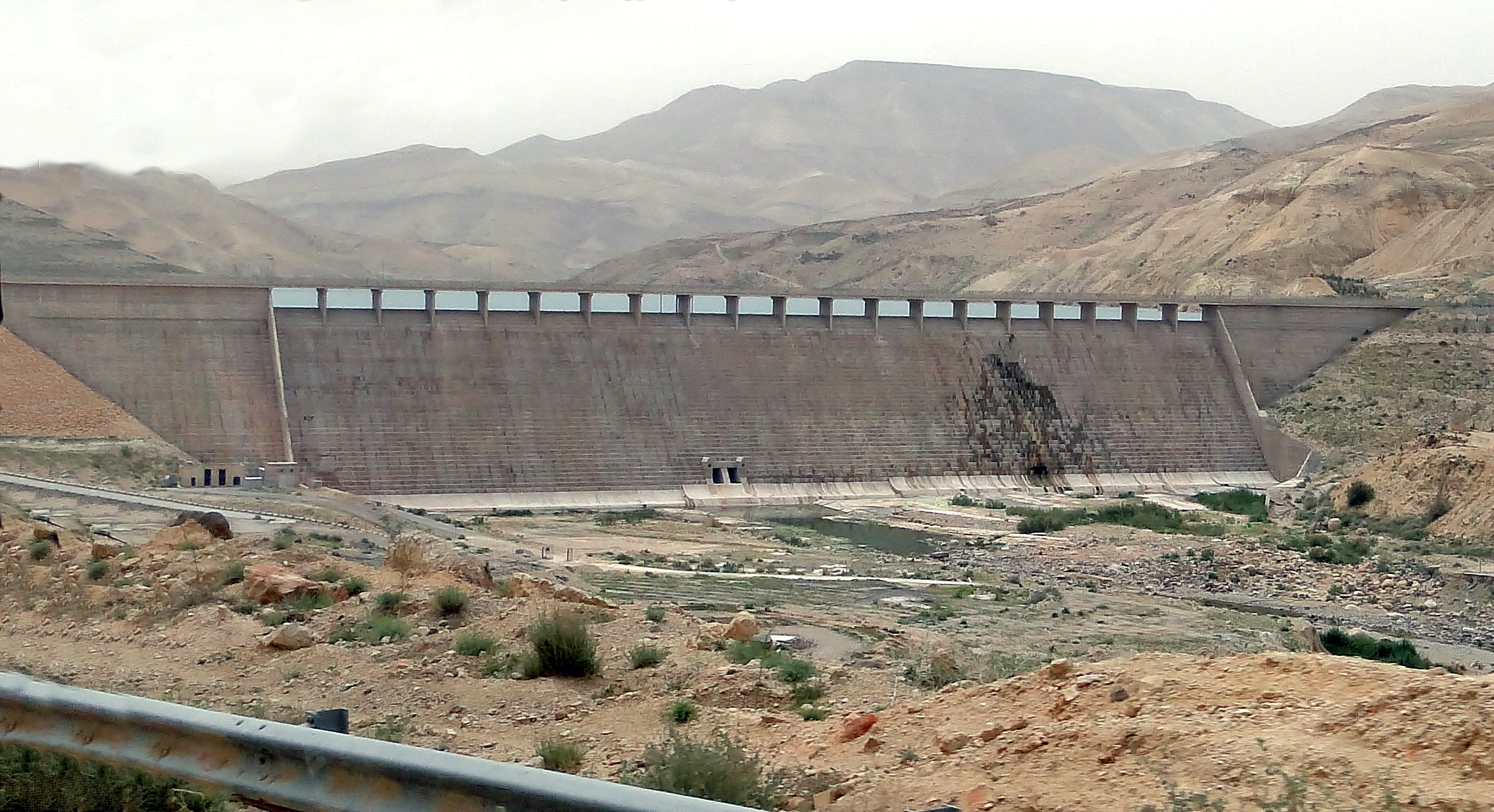
La diga Al Mujib

La Riserva del Wadi Mujib si trova nel paesaggio montuoso ad est del Mar Morto, nella parte meridionale della valle del Giordano, a circa 90 chilometri a sud di Amman. Una riserva di 212 chilometri quadri è stata creata nel 1987 dalla Royal Society for the Conservation of Nature ed è importante a livello regionale e internazionale, in particolare per la vita degli uccelli che la riserva sostiene. Nel 2011, l'UNESCO ha dichiarato Mujib una riserva della biosfera. Si estende fino alle montagne di Kerak e Madaba a nord e a sud, raggiungendo in alcuni punti i 900 metri sul livello del mare. Questa variazione in altezza di 1 300 metri, combinata con il flusso d'acqua della valle per tutto l'anno da sette affluenti, significa che il Wadi Mujib gode di una magnifica biodiversità che è ancora in fase di studio e documentata oggi. La riserva è costituita da un deserto montuoso, roccioso e scarsamente vegetato (fino a 800 metri) con scogliere e gole che attraversano gli altipiani. Flussi perenni alimentati a primavera scorrono sulle rive del Mar Morto.
Fino a questa data sono state registrate oltre 300 specie di piante, 10 specie di carnivori e numerose specie di uccelli permanenti e migratori. Alcune delle remote aree montane e delle valli sono difficili da raggiungere e offrono quindi rifugi sicuri per rare specie di gatti, capre e altri animali di montagna.
Le pendici del terreno montuoso sono molto scarsamente vegetate, con una vegetazione tipo steppa sugli altipiani. Le infiltrazioni di acque sotterranee si verificano in luoghi lungo la costa del Mar Morto, ad esempio presso le sorgenti termali di Zara, che supportano un lussureggiante boschetto di Acacia, Tamarix, Phoenix e Nerium, e una piccola palude. I pendii meno severi della riserva sono usati dai pastori per il pascolo di pecore e capre.
Le sorgenti termali di Hammamat Ma'in si trovano vicino ai confini della riserva e sono molto utilizzate per il turismo e le attività ricreative.
I militari giordani hanno un campo temporaneo nel sud della riserva.
La diga di Mujib è stata completata nel 2004 nella parte inferiore del wadi, dove la strada moderna attraversa il fiume. Di conseguenza, si è formato un grande lago. Oggi, il Wadi Mujib è alimentato da sette affluenti.

### Animali

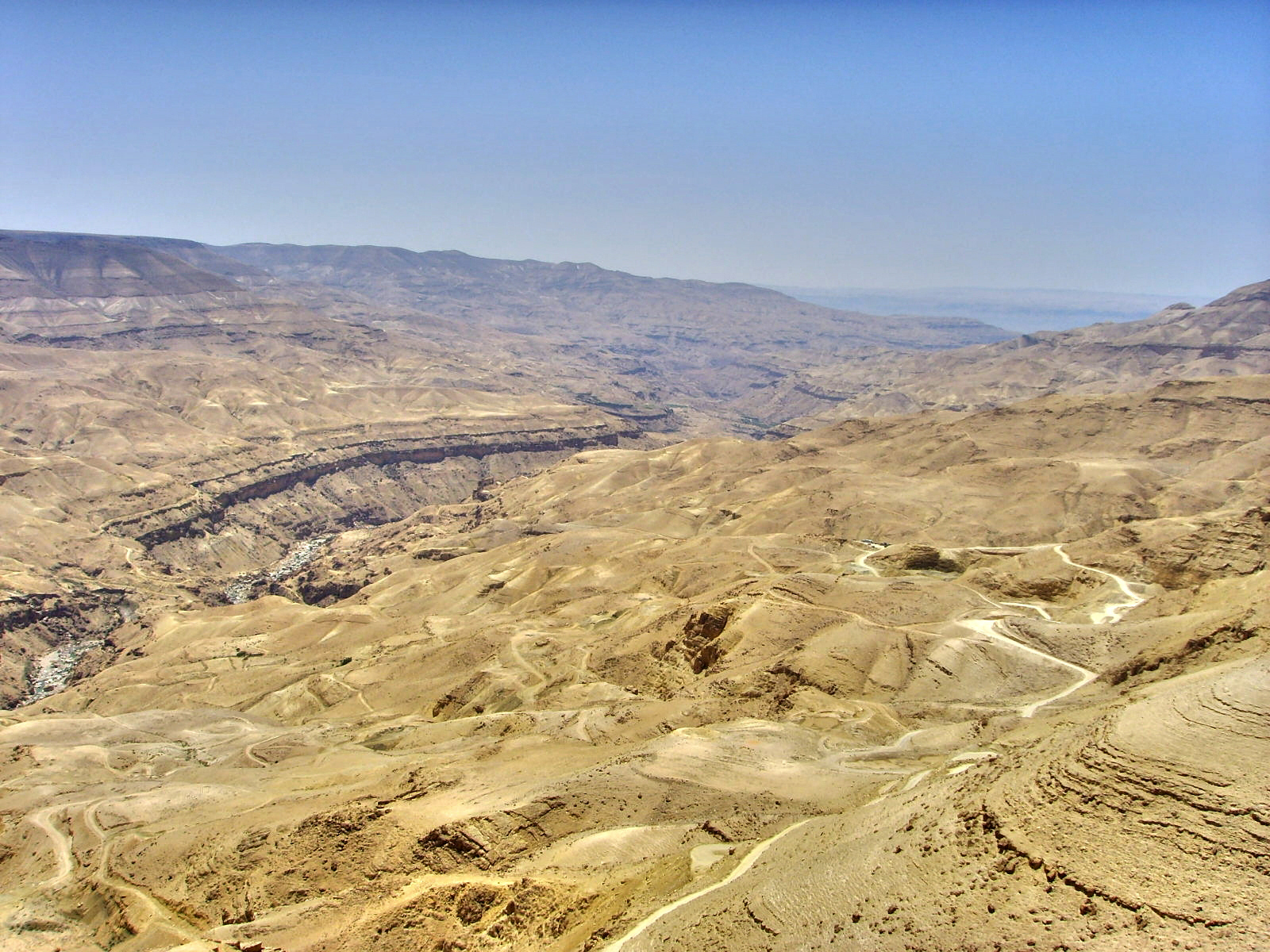
Wadi Mujib

Oltre agli uccelli residenti, la riserva è strategicamente importante come tappa sicura per l'enorme numero di uccelli migratori che volano ogni anno lungo la Rift Valley tra l'Africa e il nord-est europeo. È possibile vedere i seguenti uccelli a Mujib:
- Lammergeier (Gypaetus barbatus)
- Egyptian vulture (Neophron percnopterus)
- Eurasian griffon (Gyps fulvus)
- Levant sparrowhawk (Accipiter brevipes)
- Lesser kestrel (Falco naumanni)
- Sooty falcon (Falco concolor)
- Sand partridge (Ammoperdix heyi)
- Strix butleri
- Hooded wheatear (Oenanthe monacha)
- Blackstart (Cercomela melanura)
- Arabian babbler (Turdoides squamiceps)
- Striolated bunting (Emberiza striolata)
- Trumpeter finch (Bucanetes githagineus)
- Dead Sea sparrow (Passer moabiticus)
- Tristram's starling (Onychognathus tristramii)[6]

Molti i carnivori abitano le varie zone della vegetazione di Mujib, come la iena a strisce e il lupo siriano. Uno degli animali più importanti di Mujib è lo stambecco della Nubia, una grande capra di montagna che è stata minacciata a causa della caccia eccessiva.

## Storia biblica

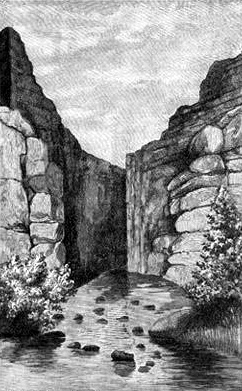
Gola del fiume Arnon vicino alla sua bocca. Da Stade, "Geschichte des Volkes Israel".

Nel Wadi Mujib il flusso biblico di Arnon, è sempre stato un importante confine. Secondo il Pentateuco, una volta separò i Moabiti dagli Amorrei (Numeri 21:13-26; Deuteronomio 3:8, Giudici 11:18)
Dopo l'insediamento ebraico è stato diviso, almeno in teoria, dalle tribù di Moab, di Ruben e Gad (Deuteronomio 3:12-16). Ma Moab, infatti, giaceva tanto a nord quanto a sud dell'Arnon. A nord, per esempio, c'erano Aroer, Dibon, Madaba e altre città moabite. Anche sotto Omri e Acab, che detenevano una parte del territorio moabita, Israele non regnava più a sud di Ataroth, circa dieci miglia a nord dell'Arnon.
Mesha nella sua iscrizione (Stele di Mesha, linea 10) dice che i Gaditi (non i Rubeniti) occuparono in precedenza Atarot, da cui a loro volta espulsero il popolo di Israele. Egli menziona (linea 26) la costruzione di una strada lungo l'Arnon. L'antica importanza del fiume e delle città nelle sue vicinanze è attestata dalle numerose rovine di ponti, fortezze ed edifici trovati sopra o vicino ad essa. I suoi guadi sono citati nel Libro di Isaia (16:2). Le sue "altezze", incoronate con i castelli dei capi, furono celebrate anche in versi (Numero 21:28).

## Turismo
La riserva e il fiume sono un'importante attrattiva turistica della Giordania.